# Ministerio de Medio Ambiente y Agua (Bolivia)
El Ministerio de Medio Ambiente y Agua (MMAyA) es un ministerio de Bolivia encargado de desarrollar y gestión los recursos hídricos y el manejo integral del ambiente. Cuenta con tres viceministerios: Viceministerio de Medio Ambiente, Biodiversidad, Cambios Climáticos; Viceministerio de Recursos Hídricos y Riego; 
Viceministerio de Agua potable y saneamiento básico.

## Ministros
El actual Ministro de Medio Ambiente y Agua es Álvaro Horacio Ruiz García (Enero 2025-Actualidad).
Gestiones Anteriores:
- Humberto Alan Lisperguer Rosales Marzo 2024-Enero 2025
- Rubén Alejandro Mendez Estrada Mayo 2023- Marzo 2024
- María Elva Pinckert Vaca (hasta el 9 de noviembre de 2020)
- Juan Santos Cruz (desde el 9 de noviembre de 2020)